# Karin B. Schnebel

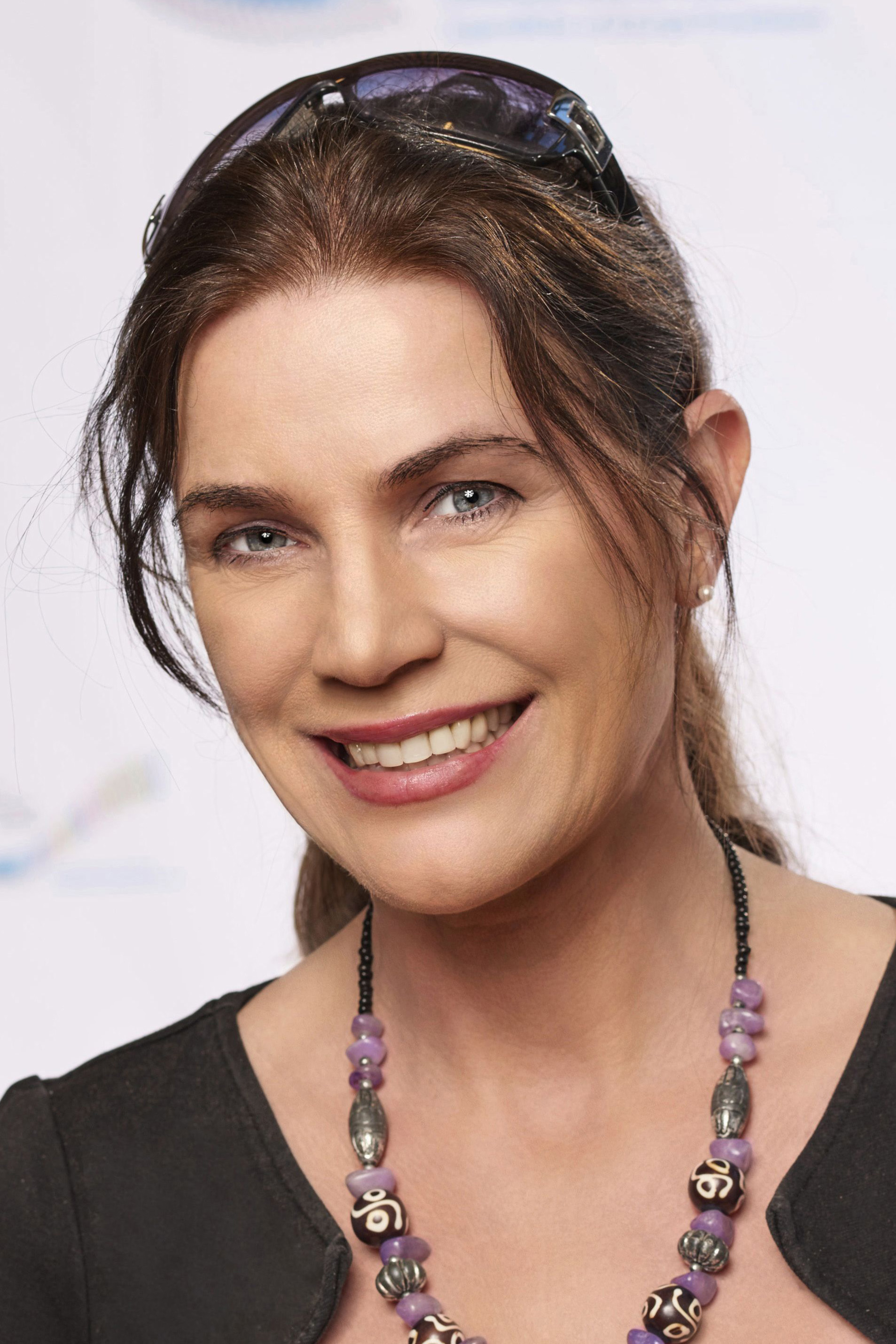
Karin B. Schnebel (2017)

Karin Barbara Schnebel (* 22. September 1968) ist eine deutsche Politikwissenschaftlerin, Politikdidaktikerin, Autorin und Speakeriin. Ihre Schwerpunkte sind Antisemitismus, Nahostkonflikt, Extremismus (Rechts-, Links- der islamischer Extremismus), Migration und Asyl. Ihr wissenschaftliches Fachgebiet ist Internationale Politik, Vergleichende Regierungslehre und Politische Theorie, insbesondere Gerechtigkeits- und Anerkennungstheorien im Kontext heterogener Gesellschaften. Ihr Grundkonzept in der Politischen Theorie verfolgt die Frage der Möglichkeiten der politischen Umsetzung ihres bereits in der Doktorarbeit konzipierten philosophischen Konzeptes der Selbstbestimmung auf viele Bereiche, wie beispielsweise auch die Geschlechtergerechtigkeitsfragen. Darauf zielen auch ihre Fragestellungen in der Politischen Wissenschaft bzw. der von ihr verfolgten Dilemmadiskussion ab. Des Weiteren beschäftigt Schnebel sich mit Extremismus, Migration, Antisemitismus, Rassismus, Postkolonialismus und die damit verbundenen Themen.

## Akademischer Werdegang
Schnebel studierte Politikwissenschaft, Soziologie und Kommunikationswissenschaft in Freiburg, Stuttgart, Bilbao, Paris, München und Frankfurt. Sie erwarb dabei die Licenciatura in Kommunikationswissenschaften und einen Magister Artium in Politikwissenschaften. Ihr Promotionsstudium im Bereich Internationale Beziehungen in Bilbao und München schloss sie mit der Dissertation in Politischer Theorie zum Thema »Selbstbestimmung in multikulturellen Gesellschaften dargestellt an den Beispielen Frankreich, Deutschland und Spanien« am Geschwister-Scholl-Institut der Ludwig-Maximilians-Universität München zur „Dr. phil.“ ab. Dabei erhielt sie Unterstützung durch die Begabtenförderung der Ludwig-Maximilians-Universität München und verschiedene Stipendien des DAAD. Ihre Habilitation verfasste Schnebel ebenfalls in Politischer Theorie an der Johann Wolfgang Goethe-Universität Frankfurt zum Thema „Geschlecht, Gerechtigkeit und Selbstbestimmung“. Abgeschlossen wurde die Habilitation im Jahr 2016. 2018 wurde sie in Frankfurt zur Privatdozentin (PD) ernannt.

## Karriere
In den 1990ern arbeitete Schnebel als freie Redakteurin und Reporterin. Sie arbeitete 1998 für die OSZE in Bosnien-Herzegowina und war anschließend bis 2000 wissenschaftliche Mitarbeiterin im Europäischen Parlament. 2000/01 arbeitete sie im Forschungszentrum ECOR/IRECOR in Tegelen (Holland). Schnebel hatte mehrere Begabtenstipendien und verschiedene wissenschaftliche Mitarbeiterstellen sowie eine Vertretungsprofessur an verschiedenen Universitäten; hierzu gehören die Universität des Baskenlandes (UPV, Bilbao/Spanien), die Ludwig-Maximilians-Universität München (LMU) München, die Universität Passau, die Technische Universität Dortmund (TU Dortmund) und die Goethe-Universität Frankfurt. Dabei war sie an Lehrstühlen für Politikwissenschaft, der Politischen Theorie und Sozialwissenschaften angesiedelt. Außerdem lehrt sie an Volkshochschulen, Stiftungen, Organisationen unterschiedlicher Art und an Institutionen. Über viele Jahre hinweg war Schnebel Gutachterin von Doktorarbeiten u. a. für die Universität Gloucestershire. Zwischen 2012 und 2020 war Schnebel freie Mitarbeiterin im Netzwerk für politische Bildung Bayern. Seit 2014 ist sie Vorstand und hat die Wissenschaftliche Leitung des Gesellschaftswissenschaftlichen Instituts in München inne und leitet seit 2019 die AIPSO (Akademie und Institut für Politik- und Sozialwissenschaften für Diskurse e.V.). Aktuell ist sie Hochschullehrerin an der Universität Passau und Gleichstellungsbeauftragte Altstadt/Lehel.
Von 2016 bis 2018 leitete Schnebel das Projekt „Selbstbestimmung und Integration“ in Kooperation mit dem Wertebündnis Bayern, in dessen Sprecherrat sie ebenfalls seit 2016 sitzt. Für dieses Projekt wurde sie für den nationalen Integrationspreis der Bundesrepublik Deutschland 2018 nominiert. Derzeit leitet sie das Projekt „Selbstbestimmung und Integration im Dialog der Konfessionen und Religionen“ im Rahmen des Gesellschaftswissenschaftlichen Institutes München für Zukunftsfragen und in Kooperation mit zwölf Organisationen unter der Finanzierung des Wertebündnisses Bayern. Außerdem ist Schnebel Hochschullehrerin für Politikwissenschaften an der Universität Passau. Als Privatdozentin lehrt sie an der Goethe-Universität in Frankfurt am Main. Seit 2019 ist sie Initiatorin und Projektleiterin von „Dialog der Religionen“. Seit 2020 leitet sie die Projekte „Antisemitismus. Nein Danke!“, „Aktiv gegen Extremismus“, „Israelbezogener Antisemitismus 2.0“, „Gemeinsam 2.1“, „Die Lange Nacht der Demokratie“, „Europaplanspiele im Rahmen der EU-Ratspräsidentschaft 2020“. und viele weitere Projekte.

## Theorie und Stellungnahmen
Bei den oben genannten Themen geht es Schnebel vor allem darum, politikwissenschaftlich-empirische und theoretisch-philosophische Fragen auf die konkret politisch-gesellschaftliche Ebene abzuleiten. Eine der Fragestellungen betrifft Überlegungen wie viele Gemeinsamkeiten in einem Staat notwendig sind, um langfristig einen maximalen Grad an Gerechtigkeit zu erlangen, um so Demokratie zu begünstigen. Unter welchen Bedingungen können diese Gemeinsamkeiten gelebt werden, um Demokratie zu ermöglichen? Können sich Demokratien langfristig noch durchsetzen? Gerade im Zusammenhang mit der Zunahme extremistischer Bewegungen in Deutschland und weltweit stehen Demokratien vor neuen Herausforderungen. So haben rechte, linke und islamische Extremisten trotz fundamentaler ideologischer Unterschiede auch Gemeinsamkeiten. „Neben der Ablehnung der Demokratie und dem Streben nach einer - jeweils anders gearteten - neuen Gesellschaftsordnung ist dies vor allem der Antisemitismus“, worin Schnebel eine besondere Gefahr sowohl für die Existenz Israels als auch für die Menschenrechte insgesamt. Antisemitismus ist eine besondere Herausforderung. Dieser ist weltweit verbreitet und stellt nicht nur eine Gefahr für Israel, sondern für alle westlichen Demokratien dar. Selbst die sogenannte 3-D-Regel, die von der Internationalen Allianz zum Holocaustgedenken (IHRA) unterstützt wird, wird mittlerweile mit zunehmender Tendenz nicht beachtet. Derzeit finden im wissenschaftlichen und kulturellen Bereich zunehmend die Postcolonial Studies Anklang. Sie werfen Israel eine Kolonialisierung des arabischen Territoriums vor. Darin steckt die Relativierung des Holocaustes, die Dämonisierung Israels und die Ignoranz des islamischen und arabischen Antisemitismus. Diese Form des Antisemitismus findet man bereits bei Frühsozialisten, also auch in Schriften von Karl Marx und Friedrich Engels. Dies wurde und wird bis heute in linken Bewegungen seit Beginn der Arbeiterbewegungen immer wieder geleugnet oder verharmlost. In der Regierungszeit von Josef Stalin versteckte sich der Antisemitismus beispielsweise hinter Kampagnen gegen Zionismus. Nach der Staatsgründung von Israel wurde Antizionismus zur offiziellen Staatsdoktrin. Die linke Bewegung in Westeuropa zeigte sich der Antisemitismus nach der Oktoberrevolution und besonders stark dann nach dem Sechstagekrieg 1967, woraus dann später die postkolonialen Theorien entstanden sind. Antisemitismus ist 2024 eine Bedrohung für Juden und die westlichen Demokratien nicht nur von Rechtsextremisten, wie gemeinhin behauptet, sondern noch viel mehr von linken Gruppierungen und entsprechenden politischen Akteuren.

### Individuelle und kollektive Auffassung der Menschenrechte
Schnebel hinterfragt in ihrer Arbeit, ob es die individuellen Menschenrechte sind, die maximale Selbstbestimmungs- und Entfaltungsmöglichkeiten gewährleisten, oder ob dies kollektive Menschenrechte erfordert und wenn ja, in welcher Form. Ziel ist dabei, dass eine Gesellschaft in Frieden und möglichst mit maximalen Selbstbestimmungs- und Entfaltungsmöglichkeiten leben kann. Diese Fragestellung konzipierte Schnebel in ihrer Magisterarbeit und entwickelte sie in ihrer Doktorarbeit und Habilitationsschrift weiter. Von heterogenen Gesellschaften ausgehend wird der sog. Fremde hierbei auf all diejenigen übertragen, die sich mit dem Ort, an dem sie leben, nicht identifizieren. Die Identifikation ist für das Gelingen eines friedlichen Miteinanders in pluralistischen Gesellschaften und als Prävention gegen Extremismus und Populismus entscheidend. Voraussetzung hierfür ist eine Gesellschaft, die von möglichst vielen Bewohnern als gerecht betrachtet wird. Für eine solche Gesellschaft benötigt es zusätzlich gemeinsame Werte. In der Diskussion um Kommunitarismus, Liberalismus oder Libertarismus bewegt sich Schnebel zwischen Kommunitarismus und Liberalismus.

### Geschlechtergerechtigkeit
Schnebel überträgt diese Fragestellung in ihrer Habilitation auf die Frage der Geschlechtergerechtigkeit: wie müsste eine Gesellschaft aussehen, die maximale Selbstbestimmung für beide Geschlechter ermöglicht? Grenzen der Geschlechtergerechtigkeit sieht sie in den sehr heterogenen Ansichten zu eben diesem Thema. Ihr geht es dabei nicht darum, Frauen und Männern gleich zu machen, sondern für unterschiedliche Aufgabenfeldern gleiche Anerkennung zu verleihen. Wichtig ist dabei auch eine Gleichverteilung der realen Chancen und den tatsächlich umgesetzten paritätisch verteilten Führungspositionen und eine Gleichverteilung des durchschnittlichen Lebenseinkommens zwischen den Geschlechtern.

### Politikwissenschaften und Politische Bildung
Schnebel wendet die Idee der genetischen Politikdidaktik auf Fragestellungen im Bildungsbereich an; sie behandelt sie als Grundlage für die Begründung der Notwendigkeit eines Gesellschaftsvertrags und ihres Modells der Selbstbestimmung. Eine grundlegende Frage ist hierbei, was wir täten, wenn uns unsere jetzigen Errungenschaften abhanden kämen. In der politischen Bildung fließt dies in Fragen der politischen Dilemmadiskussion ein, die dazu befähigt die Auffassungen der Selbstbestimmung immer wieder zu hinterfragen und damit zur Weiterentwicklung anzuregen.
An der Schnittstelle zwischen Politikwissenschaften und Politischer Bildung sieht Schnebel die Chance, Kenntnisse aus der Politikwissenschaft in Gesellschaft und Politik anzuwenden, da diese Verbindung ermöglicht, bei Menschen immer wieder neu die Bedeutung von Demokratie und Selbstbestimmung zu zeigen. Dies ist einer der Grundgedanken des von ihr mitgegründeten Gesellschaftswissenschaftlichen Institutes München für Zukunftsfragen e.V.

### Religion
Schnebel betrachtet den Begriff Säkularisierung als Folge der Enteignung der Kirchen zu Beginn des 19. Jahrhunderts und die Distanz zur Kirche durch Wandlung des religiösen Denkens und weniger als sinkende Religiosität im Allgemeinen als Folge der Globalisierung und Individualisierung. Die Enteignung der Kirchen war jedoch ein Folgeprozess der Aufklärung. Das Ordnungselement, das alle Religionen beinhalten, könnte einen Beitrag zum Frieden leisten. Eine weitere Privatisierung der Religionen hat die Entstehung von kleineren religiösen teilweise fundamentalistischen Religionsgemeinschaften zur Folge, woraus auch radikale Tendenzen in der Gesellschaft und der Politik entstehen können, wodurch dem Status der Körperschaft des öffentlichen Rechts für Religionsgemeinschaften eine große Bedeutung zukommt. Die Relevanz einer Religionszugehörigkeit, was den größten Teil der Bevölkerung betrifft, wird gesellschaftlich unterschätzt und es sollte hierfür mehr Bewusstsein vorhanden sein. Die zunehmende Privatisierung der Religionen und davon beeinflusst fundamentaler werdende Religionsgemeinschaften sieht sie als Problem in demokratischen Gesellschaften und als Gefährdung unserer freiheitlichen demokratischen Grundordnung. Da Religionen einen großen Einfluss auf unsere Gesellschaft einnehmen, sollte dies bei politischen Entscheidungen nicht ignoriert werden.

### Extremismus
Schnebel geht davon aus, dass der Extremismus eine Folge von Krisen in unserer Gesellschaft sind. Diese wiederum lösen Ängste und Unsicherheiten aus und lassen die Menschen nach einfachen Antworten suchen. Für demokratische Gesellschaften ist dies eine große Herausforderung, da immer mehr Staaten sich von den demokratischen Prinzipien nach und nach abwenden. Die Folge ist, dass alle extremistischen Formen eine Gefahr für demokratische Gesellschaften sind. Auch würde eine offene Diskussionskultur zum islamischen Extremismus benötigt, ohne dass dies mit Islamophobie oder Diskriminierung im Allgemeinen in Verbindung gebracht wird. Besonders bedrohlich seien die internationalen Vernetzungen von extremen Bewegungen und autoritären Staaten, die gegen demokratische Staaten agieren.

### Antisemitismus
Auch wenn lange Zeit der Antisemitismus von rechter Seite als der Bedrohlichste erscheint, so vertritt Schnebel die Auffassung, dass auch hier in verschiedene Gesellschaftsbereiche geblickt werden sollte. Seit dem Terrorangriff am 7. Oktober 2023 sieht Schnebel hier vor allem den sogenannten „israelbezogenen Antisemitismus“ als größte Gefahr nicht nur für die Juden in Deutschland und in der ganzen Welt, sondern auch für die Demokratie als Ganzes. Zur Verteidigung der Demokratien gehört auch die Verteidigung der Demokratien weltweit.
Schnebel sieht den Antisemitismus als wesentlichen Teil der islamistischen Ideologie. Um die Ideologie zu begründen, wird bis in die Entstehungszeiten des Islams zurückgegriffen. Durch die Bündnisse arabischer Regionen mit Adolf Hitler könnte dies zu einer weiteren Radikalisierung des Antisemitismus geführt haben. Einen großen Einfluss auf antisemitische Ideologien geht nach der Auffassung Schnebel vom iranischen Regime aus. Neben vielen Ereignissen stellt die erneute Erstarkung jihadistischer Bewegungen unter anderem in Syrien eine besondere Gefahr für Israel und die westlichen Demokratien dar.

## Engagement
2001 war Schnebel die Initiatorin und Mitgründerin die Elterninitiative MOUSE Childrenhouse e.V. Von dem englischen Montessori-Kinderhaus war sie sechs Jahre lang Vorstand und pädagogische Leitung. Seit Oktober 2016 ist sie Mitglied im Sprecherrat der Stiftung Wertebündnis Bayern. Neben Elternsprecher- und Elternbeiratstätigkeiten ist sie engagiert im kirchlichen Bereich der evangelischen Kirche, war in der baskischen Friedensorganisation ELKARRI und in der Amnesty International engagiert und ist Mitglied in politikwissenschaftlichen Verbänden oder Verbänden der politischen Bildung, in denen sie auch zeitweise verschiedene Positionen innehatte. Sie ist Mitgründerin und jeweils erste Vorständin des Gesellschaftswissenschaftlichen Institutes München für Zukunftsfragen e.V. und der Akademie und Institut für Politik und Sozialwissenschaften für Diskurse e.V. Darüber hinaus wurde sie für die CSU in den Bezirksausschuss 1 der Landeshauptstadt München, also in den Bezirksausschuss Altstadt-Lehel, gewählt. Seit Mai 2020 ist sie in diesem Rahmen auch Gleichstellungsbeauftragte und setzt sich in diesem Rahmen für geschlechterbedingte Gerechtigkeitsfragen ein.

## Publikationen

### Fachliteratur/Monographien
- Grundlagen des politischen Extremismus, Roman Herzog Institut, 2024, ISBN 978-3-941036-74-1
- Selbstbestimmung in multikulturellen Gesellschaften. Westdeutscher Verlag, Wiesbaden 2003, ISBN 978-3-322-80442-6
- Über „dumme Bürger“ und „feige Politiker“. Streitschrift für mehr Niveau in politischen Alltagsgesprächen (zusammen mit Christian Boeser). Springer Verlag, Wiesbaden 2013, ISBN 978-3-658-02323-2
- Selbstbestimmung oder Geschlechtergerechtigkeit. Springer Verlag, Wiesbaden 2014, ISBN 978-3-658-04209-7
- Politik wagen – Ein Argumentationstraining (zusammen mit Christian Boeser-Schnebel, Klaus-Peter Hufer, Florian Wenzel). Wochenschau Verlag, Schwalbach/Ts. 2016, ISBN 978-3-7344-0162-6
- Eine kleine Reise durch die Religionen. Woran glauben Menschen und warum. AIPSO-Verlag, München 2020, ISBN 978-3-9821364-0-0

### Herausgeberschaften
- Europäische Minderheiten im Dilemma zwischen Selbstbestimmung und Integration. Springer Verlag, Wiesbaden 2015, ISBN 978-3-658-04714-6
- Integration und Toleranz – Gesellschaftlicher Zusammenhalt durch Engagement. Klemm und Oelschläger 2018, ISBN 978-3-86281-135-9
- Selbstbestimmung und Integration – Wie wir unsere Gesellschaft zusammenhalten. Wochenschau-Verlag, Schwalbach/Ts. 2019, ISBN 978-3-8340-1930-1
- Lotta und das verschwundene Buch. AIPSO-Verlag, München 2019, ISBN 978-3-00-062744-6
- Religionen und Moderne – ein Widerspruch? Schneider-Verlag, Hohengehren 2021, ISBN 978-3-8340-2109-0
- Antisemitismus. Uralt und doch gefährlich! Schneider-Verlag, Hohengehren 2021, ISBN 978-3-8340-2165-6

## Privates
Karin Barbara Schnebel hat drei Kinder.